# Свято-Михайлівська церква (Плужне)
Свято-Михайлівська церква (неофіційна назва: Михайлівська церква) — дерев'яна церква чинної громади Української православної церкви Московського патріархату села Плужне Шепетівського району (до 2020 року Ізяславський район) Хмельницької області. Згоріла проти ночі 10 жовтня 2010 року.

## З історії церкви
Будівництво церкви святого Архистратига Михаїла в Плужному було завершено у 1912 році, однак розписана вона не була. Збудована поряд зі старою трьохбанною церквою Святої Трійці, яка була розібрана більшовиками в 1918 році.
У 1927 році, за словами старожилів, Свято-Михайлівський храм було закрито до 1941 року, а священиків о. Євгенія Жовтовського та о. Аверкія розстріляли. У 1941 році храм відновив свою діяльність із священиком Приходьком.
По війні церкву було закрито, і згодом 1960 року віддано під склад. Також за СРСР тут знаходилась база Плужнянського сільпо, а під потреби церкви на короткий час передали звичайну хату.
За клопотання парафіян Плужнянської парафії у 1991 році храм було відкрито, й у ньому розпочалися відновлювальні роботи.
Протягом 2000-их років здійснювалася відбудова Свято-Михайлівського храму, водночас проводилися богослужіння. Настоятелем храму є протоієрей Української православної церкви Московського патріархату Леонід Демчук.

### Знищення церкви
Проти ночі 10 жовтня 2010 року Свято-Михайлівська церква у Плужному вщент вигоріла під час пожежі. Жертв і потерпілих не було. Пожежа була ліквідована майже за 2 години 6-м відділенням Державної пожежної охорони Міністерства з питань надзвичайних ситуацій. Отець Леонід оцінює збитки у 3 млн грн. Причина займання не з'ясована й досі.

### Відбудова церкви
Плужненською громадою було прийнято рішення про відбудову церкви. Були проведені роботи по вибору і виготовленню проекту. На місці згорілої церкви було вирито котлован, збудований фундамент. В даний час, закінчуються роботи по будівництву стін храму. На відміну від старого храму, який був дерев'яним, новий храм буде кам'яним.

## Виноски
1. ↑  У селі Плужному Ізяславського району Хмельницької області згоріла дерев'яна Святомихайлівська церква [Архівовано 23 жовтня 2010 у Wayback Machine.] // повідомл. за 10 жовтня 2010 року від Національна радіокомпанія України
2. ↑  Згоріла 98-річна церква (Процитовано: 14 жовтня 2010)
3. ↑  Буде у Плужному церква[недоступне посилання] (Процитовано: 3 лютого 2011)

## Джерело-посилання
- Ізяславське благочиння (храми, дані про них та їх настоятелі)[недоступне посилання з липня 2019] на Шепетівська єпархія УПЦ МП
- Пожар в с. Плужне Ангел вилітає з церкви що палає на YouTube